# Bipassalozetes perforatus
Bipassalozetes perforatus är en kvalsterart som först beskrevs av Berlese 1910.  Bipassalozetes perforatus ingår i släktet Bipassalozetes och familjen Passalozetidae. Inga underarter finns listade.